# ヤズミン・リバス
ヤズミン・ロジータ・リバス・エルナンデス（Yazmín Rosita Rivas Hernandez、1988年1月17日 - ）は、メキシコの女子プロボクサー。初代WBA女子世界スーパーフライ級王者。第2代IBF女子世界バンタム級王者。第8代WBC女子世界バンタム級王者。コアウイラ州トレオン出身。

## 来歴
2001年11月9日、アンヘルス・モッソと対戦し、初回TKO勝ちを収め13歳で迎えたデビュー戦を白星で飾った。
2002年8月2日、ドゥランゴ州ゴメスパラシオでロレーナ・ロケと対戦し、プロ初黒星となる0-3の判定負けを喫した。
2004年4月24日、チアパス州トゥストラ・グティエレスでジャッキー・ナバと対戦し、0-3の判定負けを喫した。
2004年8月21日、ソノラ州シウダ・オブレゴンでマーサ・レティシア・アレバロとメキシコ女子バンタム級暫定王座決定戦を行い、3-0（100-93、100-93、99-91）の判定勝ちを収め王座獲得に成功した。
2005年2月28日、バハ・カリフォルニア州ティフアナでルシア・アバロスとWBA女子世界スーパーフライ級初代王座決定戦を行い、3-0（99-91、99-91、97-93） の判定勝ちを収め王座獲得に成功した。
2005年9月2日、ソノラ州シウダ・オブレゴンでマーサ・レティシア・アレバロと対戦し、6回TKO勝ちを収めた。
2005年10月21日、平壌で金光玉が持つWBC女子世界バンタム級王座に挑戦したが、0-3の判定負けを喫し2階級制覇に失敗した。
2007年4月20日、メンドーサ州ゴドイ・クルスでマルセラ・アクーニャが持つWBA女子世界スーパーバンタム級王座に挑戦し、0-3（89-100、90-99、90-99）の判定負けを喫し2階級制覇に失敗した。 
2007年7月28日、デュッセルドルフのブルク・ヴェヒター・カステロでイナ・メンツァーが持つWIBF世界フェザー級王座に挑戦したが、0-3（92-99、90-100、91-99）の判定負けを喫し2階級制覇に失敗した。 
2008年5月17日、ジャッキー・ナバの持つWBC女子世界スーパーバンタム級暫定王座に挑戦したが、0-3の判定負けを喫し2階級制覇に失敗した。
2010年3月27日、メキシコシティでズリーナ・ムニョスと初代WBC女子世界バンタム級ユース王座決定戦を行い、0-3（93-97、93-97、94-96）の判定負けを喫し王座獲得に失敗した。
2011年7月14日、メキシコシティでガブリエラ・ゴンザレスとNABF女子北米フライ級王座決定戦を行い、10回10秒、ゴンザレスの棄権により王座獲得に成功した。 
2011年10月15日、キンタナ・ロー州チェトゥマルでスージー・ラマダンとIBF女子世界バンタム級王座決定戦を行い、2-1（97-93、97-93、94-96）の判定勝ちを収め2階級制覇を果たした。
2012年2月4日、タマウリパス州リオ・ブラボでエディス・マティセと対戦し、3-0（99-91、99-91、98-92）の判定勝ちを収めIBF女子世界バンタム級王座の初防衛に成功した。
2013年2月2日、ケレタロ州ケレタロでマリア・エレナ・ビラロボスと対戦し、2-1（96-94、94-96、96-94）の判定勝ちを収めIBF女子世界バンタム級王座の4度目の防衛に成功した。 
2013年6月29日、ミチョアカン州アパツインガン・デ・ラ・コンスティトゥシオンで三好喜美佳と対戦し、3-0（100-90、100-90、100-90）の判定勝ちを収めIBF女子世界バンタム級王座の5度目の防衛に成功した。
2013年11月2日、ケレタロ州ケレタロでジェシカ・ゴンザレスとWBC女子世界バンタム級暫定王座決定戦を行い、1-2（98-92、95-96、94-96）の判定負けを喫し王座獲得に失敗した。 
2014年1月18日、ハリスコ州グアダラハラでカリクスタ・シルガドとWBC女子世界スーパーバンタム級シルバー王座決定戦を行い、3-0（100-90、100-90、100-90）の判定勝ちを収め王座獲得に成功した。 
2014年6月28日、イダルゴ州エパソユカンでスージー・ラマダンの休養王座認定に伴いアレシア・グラフとWBC女子世界バンタム級王座決定戦を行い、3-0（99-91、98-90、98-90）の判定勝ちを収め王座獲得に成功した。 
2014年10月25日、ドゥランゴ州ゴメスパラシオで休養王者のスージー・ラマダンとWBC女子世界バンタム級王座統一戦を行い、3-0（98-92、98-92、97-93）の判定勝ちを収め王座統一に成功した。（記録上はWBC女子世界バンタム級王座の初防衛）
2015年3月14日、ティフアナのアウディトリオ・ムニシパル・ファウスト・グティエレス・モレノでセリナ・サラサールと対戦し、3-0（99-91、98-92、100-90）の判定勝ちを収めWBC女子世界バンタム級王座の2度目の防衛に成功した。
2015年8月29日、サン・ルイス・ポトシでキャンディ・サンドヴァルと対戦し、10回3-0（97-93が2者、96-94）の判定勝ちを収めWBC女子世界バンタム級王座の4度目の防衛に成功した。
2016年1月30日、バハ・カリフォルニア州ロサリトでキャサリン・フィリと対戦し、6回終了時0-2（57-57、56-58、55-59）の負傷判定負けを喫しWBC女子世界バンタム級王座の5度目の防衛に失敗、王座から陥落した。
2017年1月14日、バークレイズ・センターでWBO女子世界スーパーバンタム級王者のアマンダ・セラノと対戦し、10回0-3（93-97、92-98、91-99）の判定負けを喫し王座獲得に失敗した。

## 獲得タイトル
- 初代WBA女子世界スーパーフライ級王座
- NABF女子北米フライ級王座
- 第2代IBF女子世界バンタム級王座
- WBC女子世界スーパーバンタム級シルバー王座
- 第8代WBC女子世界バンタム級王座